# Ružičasta mjesečnica
Ružičasta mjesečnica (trajna srebrenka, velika mjesečnica, lat. Lunaria rediviva) je biljka iz porodice Brassicaceae, vrsta je raširena po Europi a raste i po hrvatskim šumama.

## Primjena
O ljekovitim svojstvima ove biljke dugo se zna. U starim ruskim medicinskim knjigama nalaze se podaci o tome kako lma diuretski i sedativni učinak. Infuzija sjemena biljke je korištena kod epilepsije, konvulzija u djece, koristi se kao diuretik za bolesti mokraćnog sustava. Također pomaže kod edema, vodene bolesti, cistitisa, koristi se za grčeve u trbuhu. Navodno pomaže kod migrene.
Korijen se biljke smatra jestivim (iskopan prije cvatnje).Jestive su i sjemenke,mogu se koristiti za izradu senfa.
Koristi se i u hortikulturi.

## Vanjske poveznice
https://pfaf.org/user/Plant.aspx?LatinName=Lunaria+annua